# Hong Kong Masters
Hong Kong Masters – zawodowy turniej zaproszeniowy snookera, który pierwotnie odbywał się w Hongkongu przez sześć edycji w latach 80. XX wieku, a następnie został wznowiony w 2017 roku.
Turniej ten był pierwotnie jednym z kilku zorganizowanych w Azji w latach 80. XX wieku przez organizację Matchroom Barry'ego Hearna . W 1987 roku wydarzenie stało się częścią World Series of Snooker. Ostatnia edycja miała miejsce w 1988 roku, a następnie w 1990 roku jako World Series Challenge, a w 1991 roku jako Hong Kong Challenge . Jako Hongkong Masters odbył się ponowinie w 2017 i 2022.

## Zwycięzcy
| Rok                    | Zwycięzca         | Finalista         | Wynik            | Sezon            |
| Hongkong Masters       | Hongkong Masters  | Hongkong Masters  | Hongkong Masters | Hongkong Masters |
| ---------------------- | ----------------- | ----------------- | ---------------- | ---------------- |
| 1983                   | Doug Mountjoy     | Terry Griffiths   | 4–3              | 1983/84          |
| 1984                   | Steve Davis       | Doug Mountjoy     | 4–2              | 1984/85          |
| 1985                   | Terry Griffiths   | Steve Davis       | 4–2              | 1988/86          |
| 1986                   | Willie Thorne     | Dennis Taylor     | 8–3              | 1986/87          |
| 1987                   | Steve Davis       | Stephen Hendry    | 9–3              | 1987/88          |
| 1988                   | Jimmy White       | Neal Foulds       | 9–3              | 1988/89          |
| World Series Challenge |                   |                   |                  |                  |
| 1990                   | James Wattana     | Jimmy White       | 9–3              | 1990/91          |
| Hong Kong Challenge    |                   |                   |                  |                  |
| 1991                   | Stephen Hendry    | James Wattana     | 9–1              | 1991/92          |
| Hongkong Masters       |                   |                   |                  |                  |
| 2017                   | Neil Robertson    | Ronnie O'Sullivan | 6–3              | 2017/18          |
| 2022                   | Ronnie O'Sullivan | Marco Fu          | 6–4              | 2022/23          |